# طاحونة كاخك المائية
طاحونة كاخك المائية هي طاحونة مائية تاريخية تعود إلى عصر الدولة القاجارية، وتقع في كاخك.